# Stumpffia gimmeli
Stumpffia gimmeli es una especie de anfibio anuro de la familia Microhylidae. Esta especie es endémica del noroeste de Madagascar, donde se encuentra por debajo de los 900 metros de altitud. Habita en selvas tropicales primarias y secundarias y en plantaciones. Sus renacuajos se desarrollan en nidos de espuma en el suelo.